# Architettura egizia

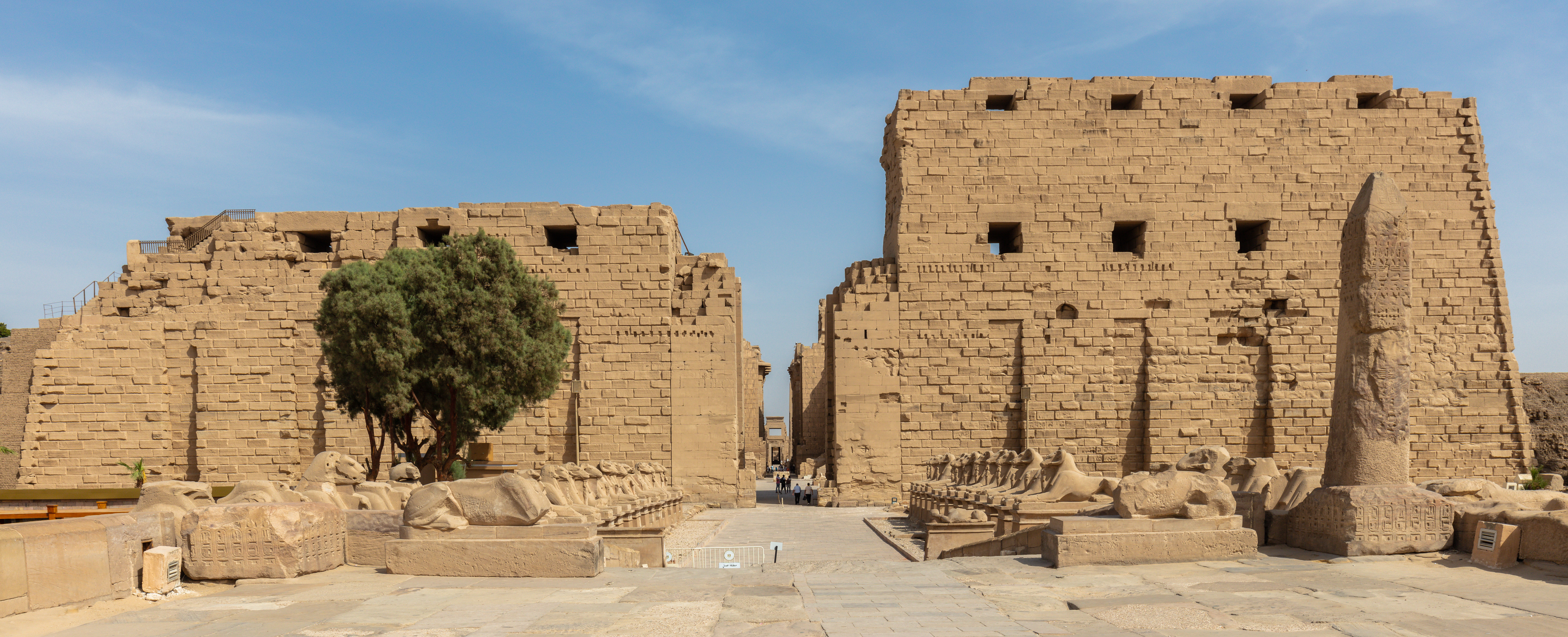
Uno dei piloni d'accesso al complesso templare di Karnak

Nell'arco di oltre duemila anni, l'antico Egitto non fu una civiltà stabile ma in costante cambiamento e sconvolgimento, comunemente suddiviso in periodi dagli storici. Allo stesso modo, l'architettura egizia non è uno stile, ma un insieme di stili che differiscono nel tempo ma con alcuni punti in comune.
L'esempio più noto dell'antica architettura egizia sono le piramidi egizie mentre sono stati studiati anche templi, palazzi, tombe e fortezze scavate. La maggior parte degli edifici vennero costruiti con calcare e mattoni di fango realizzati da schiavi. Gli edifici monumentali vennero costruiti tramite il metodo di costruzione della posta e dell'architrave. Molti edifici erano allineati astronomicamente. Le colonne erano tipicamente adornate con capitelli decorati per assomigliare a piante importanti per la civiltà egizia, come la pianta del papiro.
I motivi architettonici dell'antico Egitto influenzarono l'architettura di altre regioni, raggiungendo il mondo prima durante il periodo orientalizzante e di nuovo durante l'egittomania del XIX secolo.

## Caratteristiche

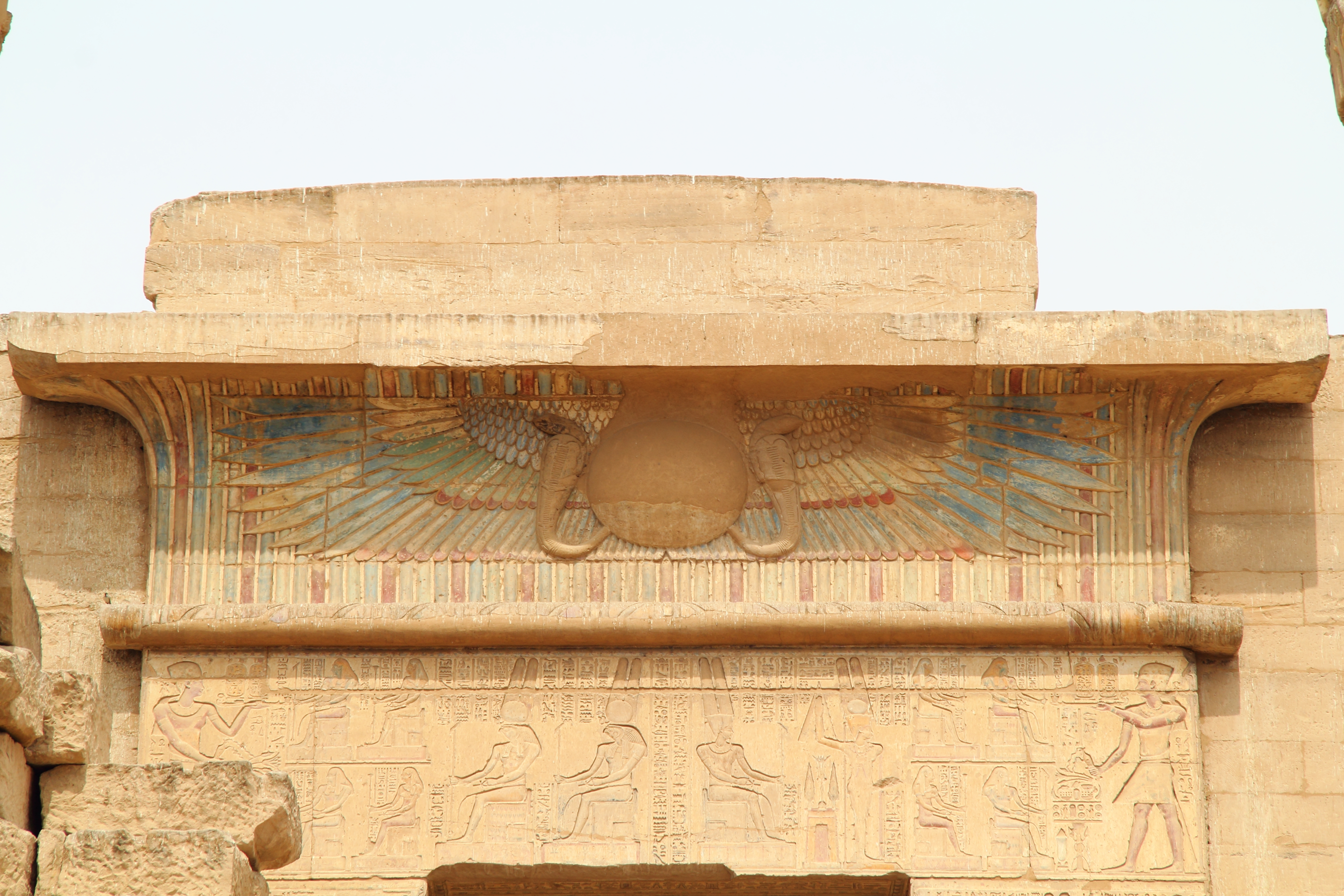
Sole alato su una cornice dal complesso del tempio di Medinet Habu. Il sole alato rappresenta una forma del dio falco Horus, figlio di Iside, trionfante sui suoi nemici. L'immagine era anche un comune dispositivo di protezione sugli ingressi del tempio
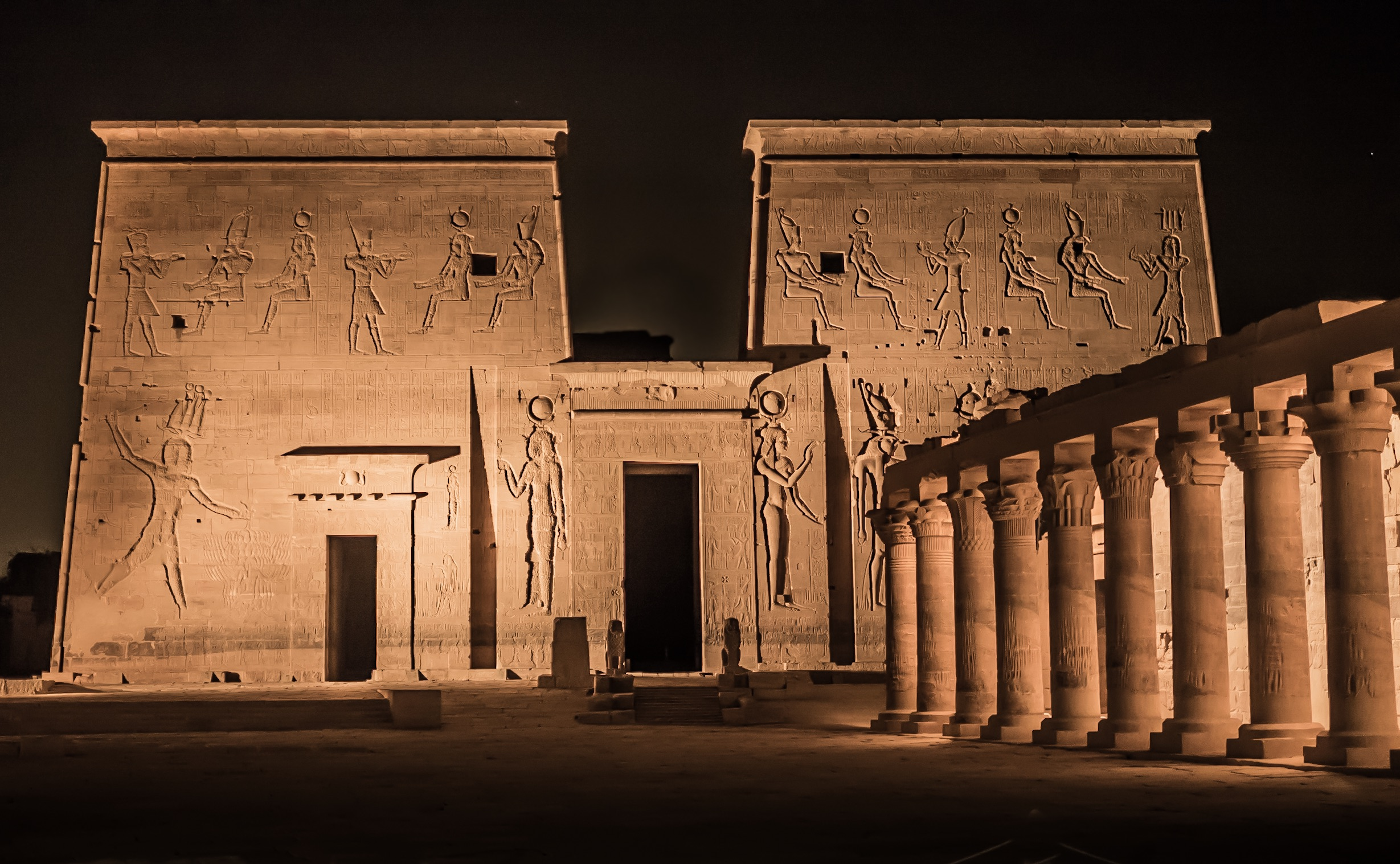
Il tempio di Iside ben conservato di File (Egitto), con una porta monumentale di un tempio egizio)

A causa della scarsità di legno, i due materiali da costruzione predominanti utilizzati nell'antico Egitto erano mattoni di fango cotti al sole e pietra, principalmente calcare, ma anche arenaria e granito in quantità considerevoli. Dall'Antico Regno in poi, la pietra fu generalmente riservata alle tombe e ai templi, mentre i mattoni furono usati anche per i palazzi reali, le fortezze, le mura dei recinti dei templi e delle città, e per gli edifici sussidiari nei complessi templari. Il nucleo delle piramidi era costituito da pietra estratta localmente, mattoni di fango, sabbia o ghiaia. Per l'involucro venivano utilizzate pietre che dovevano essere trasportate da più lontano, prevalentemente calcare bianco di Tura e granito rosso dell'alto Egitto.
Le antiche case egizie erano fatte di fango raccolto dalle sponde umide del fiume Nilo. Veniva messo in stampi e lasciato ad asciugare al sole caldo ad indurire per poi essere utilizzato nelle costruzioni. Se i mattoni fossero stati destinati ad essere usati in una tomba reale come una piramide, anche i mattoni esterni sarebbero stati finemente cesellati e lucidati.
Molte città egizie sono scomparse perché erano situate vicino alla zona coltivata della Valle del Nilo e sono state allagate a seguito del lento innalzamento del letto del fiume nel corso dei millenni, oppure i mattoni di fango e mattoni essiccati al sole di cui erano costruite sono stati utilizzati dai contadini come fertilizzante. Altre sono inaccessibili, essendo stati costruiti nuovi edifici su quelli antichi. Tuttavia, il clima secco e caldo dell'Egitto ha preservato alcune strutture in mattoni di fango. Gli esempi comprendono il villaggio di Deir al-Madinah, la città del Medio Regno a Kahun, e le fortezze a Buhen e Mirgissa. Inoltre, molti templi e tombe sono sopravvissuti perché erano stati costruiti su un'altura non interessata dall'inondazione del Nilo o costruiti in pietra.
Pertanto, la nostra comprensione dell'architettura dell'antico Egitto si basa principalmente su monumenti religiosi, strutture massicce caratterizzate da spesse pareti inclinate con poche aperture, forse echeggiando un metodo di costruzione utilizzato per ottenere stabilità nei muri di fango. In modo simile, l'ornamento superficiale inciso e modellato in modo piatto degli edifici in pietra potrebbe essere derivato dall'ornamento delle pareti di fango. Sebbene l'uso dell'arco fosse stato sviluppato durante la IV dinastia, tutti gli edifici monumentali sono costruzioni a montante e architrave, con tetti piani costruiti con enormi blocchi di pietra sostenuti dalle pareti esterne e dalle colonne ravvicinate.
Le pareti esterne e interne, così come le colonne e i pilastri, erano ricoperte da affreschi e intagli geroglifici e pittorici dipinti con colori brillanti. Molti motivi dell'ornamento egizio sono simbolici, come lo scarabeo (scarabeo sacro), il disco solare e l'avvoltoio. Altri motivi comuni includono le foglie di palma, la pianta del papiro e i boccioli e i fiori del loto. I geroglifici venivano realizzati per scopi decorativi, nonché per registrare eventi storici o incantesimi. Inoltre, questi affreschi e incisioni pittoriche ci permettono di capire come vivevano gli antichi egizi, gli stati, le guerre che furono combattute e le loro credenze. Ciò è stato particolarmente vero negli ultimi anni durante l'esplorazione delle tombe dei funzionari dell'Antico Egitto.
Gli antichi templi egizi erano allineati con eventi astronomici significativi, come solstizi ed equinozi, che richiedevano misurazioni precise al momento dell'evento particolare. Le misurazioni nei templi più significativi potrebbero essere state intraprese cerimonialmente dal Faraone stesso.

## Colonne

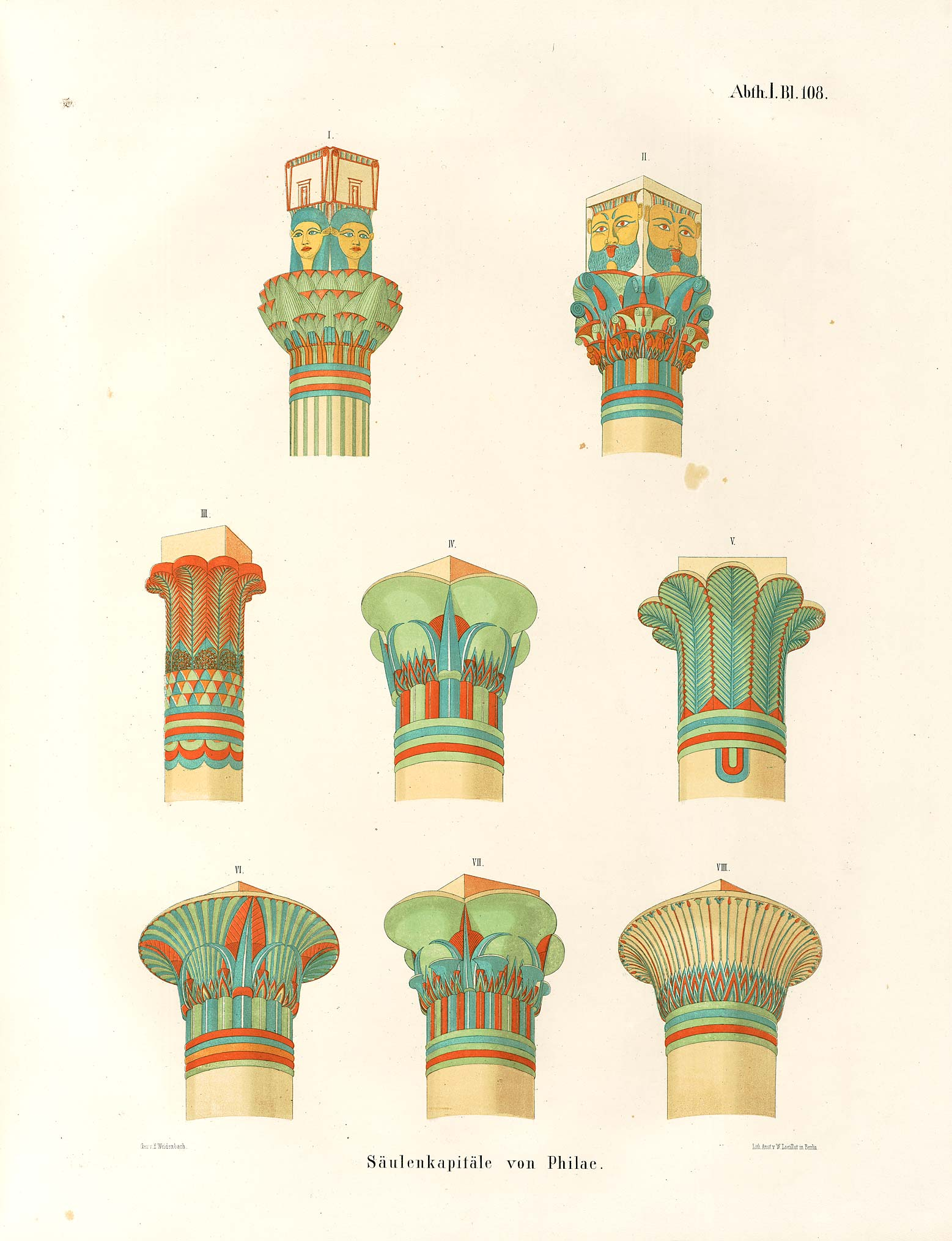
Illustrazioni di vari tipi di capitelli, 1849-1859 circa, disegnate dall'egittologo Karl Richard Lepsius
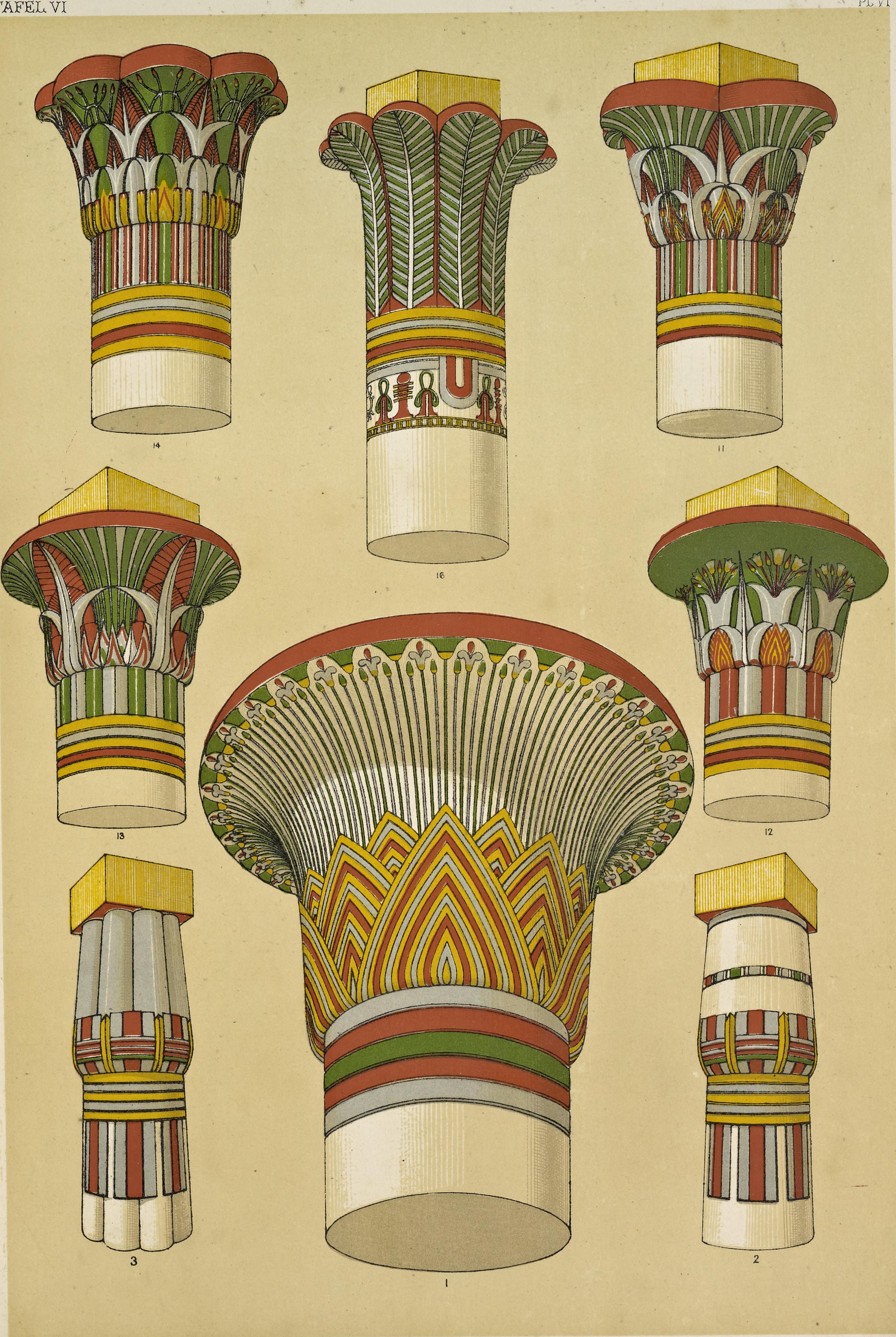
Illustrazioni di capitelli papiriformi, in The Grammar of Ornament
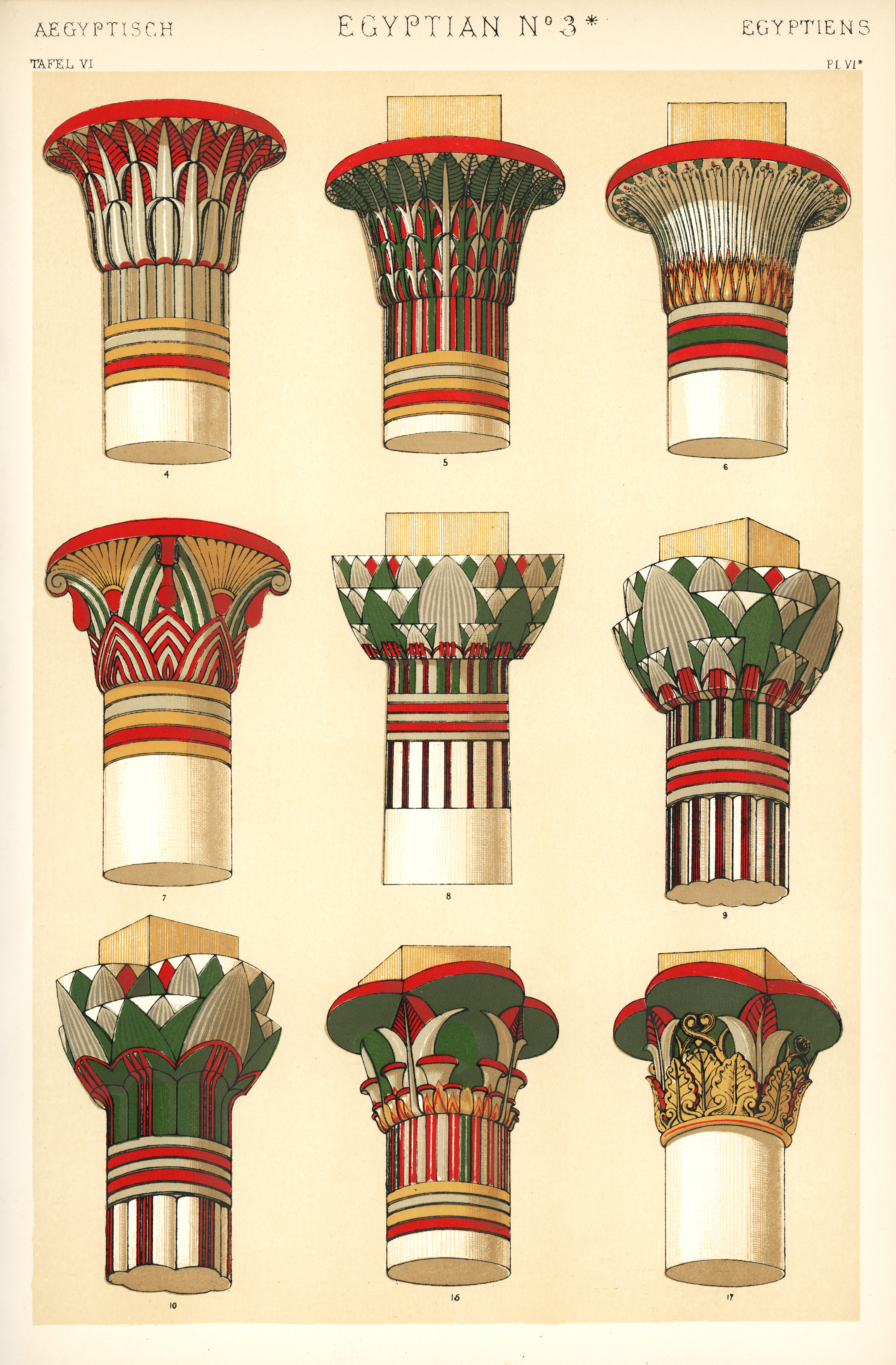
Illustrazione di altri nove tipi di capitelli, da The Grammar of Ornament
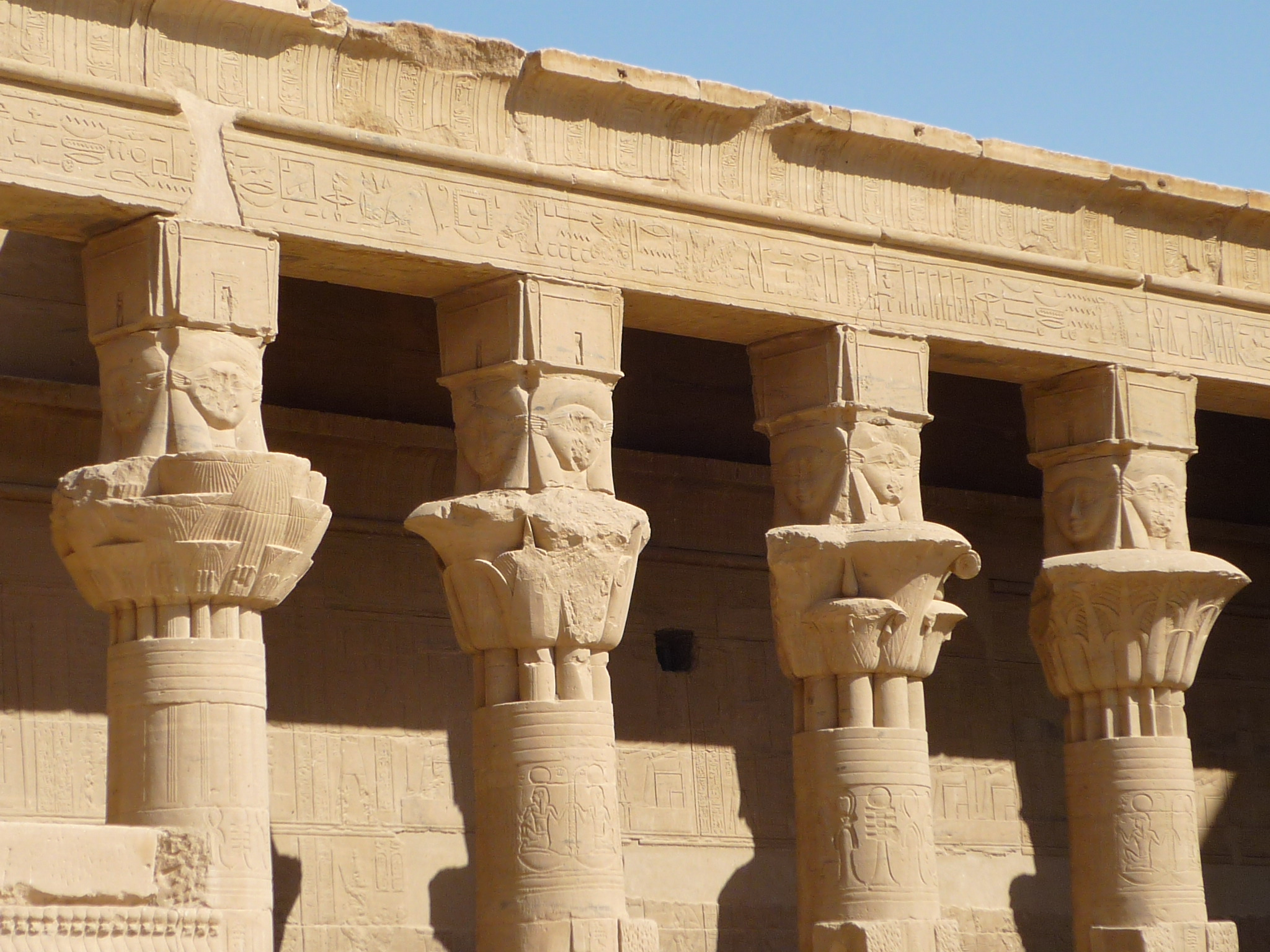
Colonne con capitelli Hathorici, al Tempio di Iside nell'isola di File
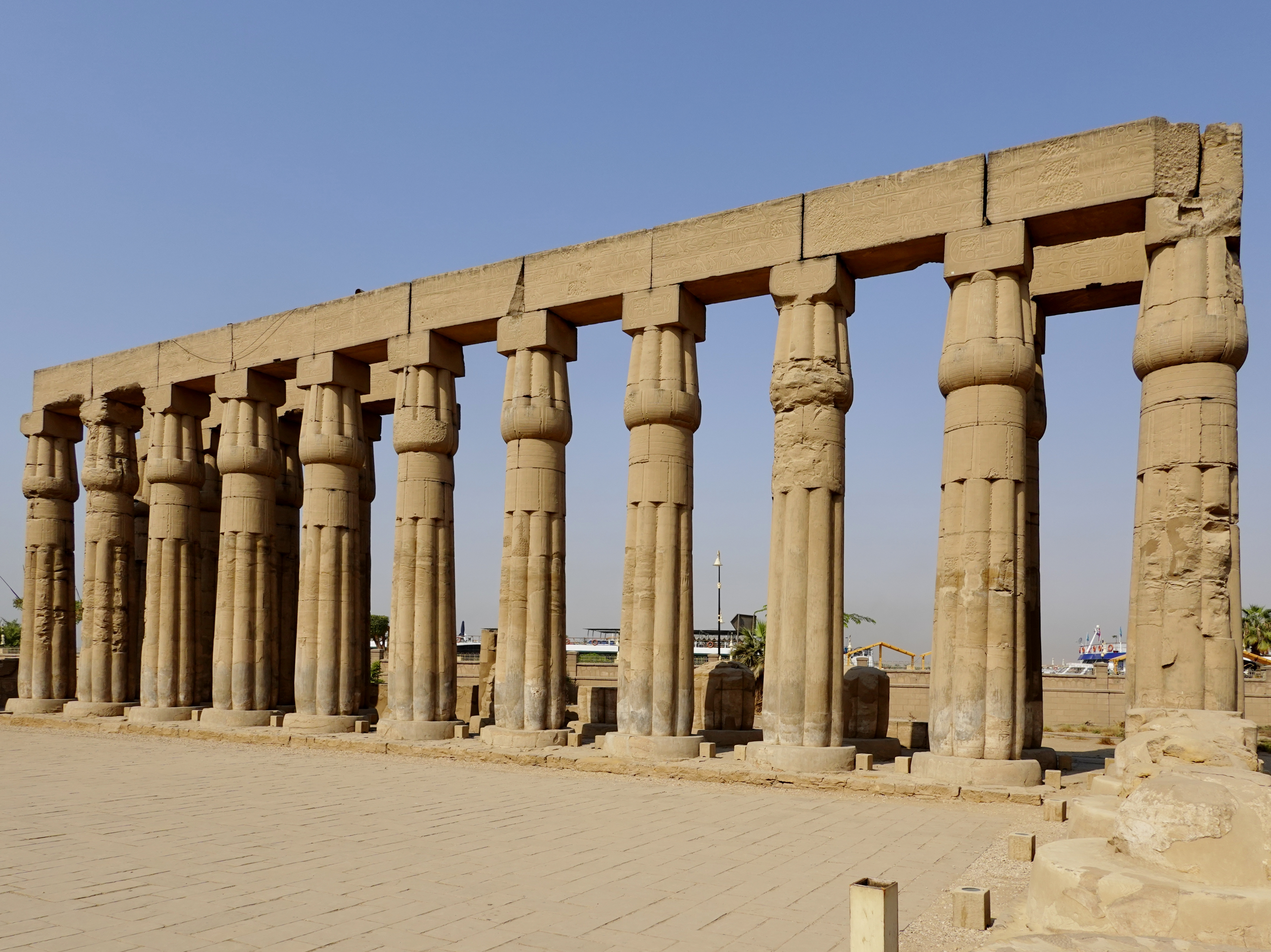
Colonne papiriformi nel Tempio di Luxor

Già nel 2600 a.C. l'architetto Imhotep si avvaleva di colonne di pietra la cui superficie era scolpita per riflettere la forma organica delle canne ammucchiate, come il papiro, il loto e la palma; nell'architettura egizia successiva erano comuni anche i cilindri sfaccettati. Si pensa che la loro forma derivi da santuari arcaici costruiti in canna. Scolpite nella pietra, le colonne erano riccamente decorate con geroglifici scolpiti e dipinti, testi, immagini rituali e motivi naturali. Le colonne egizie sono notoriamente presenti nella Grande sala ipostila di Karnak (circa 1224 a.C.), dove 134 colonne sono allineate in 16 file, con alcune che raggiungono un'altezza di 24 metri.
Uno dei tipi più importanti sono le colonne papiriformi. L'origine di queste colonne risale alla V dinastia. Sono composte da steli di loto (papiro) che si raccolgono in un fascio ornato di fasce: il capitello, invece di aprirsi a forma di campanula, si gonfia e poi si restringe nuovamente come un fiore in boccio. La base, che si assottiglia per assumere la forma di una semisfera come lo stelo del loto, presenta una decorazione di stipole continuamente ricorrente. Al Tempio di Luxor, le colonne ricordano i fasci di papiro, forse il simbolo della palude da cui gli antichi egizi credevano che si fosse svolta la creazione del mondo.

## Complesso piramidale di Giza
La necropoli di Giza si trova sull'altopiano di Giza, alla periferia de Il Cairo, in Egitto. Questo complesso di monumenti antichi si trova a circa 8 chilometri, nell'entroterra nel deserto, dalla città vecchia di Giza sul Nilo, a circa 20 chilometri a sud-ovest del centro del Cairo. Questa antica necropoli egizia è costituita dalla Piramide di Cheope (nota anche come "Grande Piramide"), dalla Piramide di Chefren (o Kephren/Chefren), un po' più piccola, e dalla Piramide di Micerino (o Menkaure) di dimensioni relativamente modeste, insieme a una serie di edifici satellite più piccoli, noti come piramidi "regine", la Grande Sfinge e alcune centinaia di mastaba e cappelle.

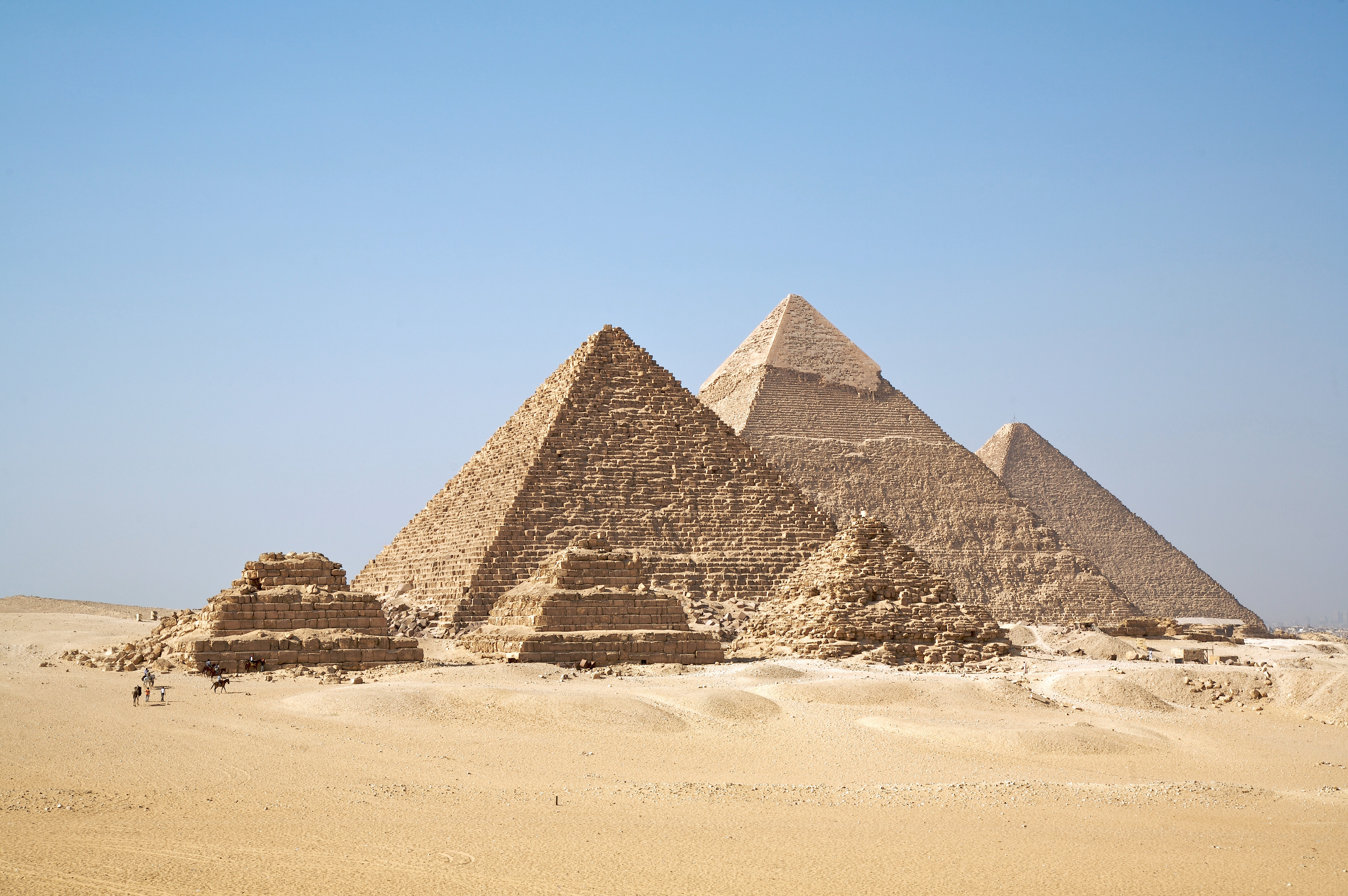
Le tre piramidi principali di Giza, insieme alle piramidi sussidiarie e ai resti di altre strutture del complesso piramidale di Giza

Le piramidi, costruite durante la IV dinastia, testimoniano il potere della religione e dello stato faraonico. Vennero costruite per servire sia come tombe dei faraoni che come un modo per far durare per sempre i loro nomi. Le dimensioni e la forma semplice mostrano l'alto livello di abilità dell'ingegneria egizia su larga scala. La Grande Piramide di Giza, che fu probabilmente completata intorno al 2580 a.C., è la più antica delle piramidi di Giza e la più grande piramide del mondo, l'unico monumento sopravvissuto delle sette meraviglie del mondo antico. Si ritiene che la piramide di Chefren sia stata completata intorno al 2532 a.C., alla fine del regno di Chefren. Chefren mise ambiziosamente la sua piramide accanto a quella di suo padre. Non è alta come quella di suo padre, ma fu in grado di dare l'impressione di sembrare più alta essendo stata costruita su un sito con una fondazione 10 metri più alta di quella di suo padre. Oltre a costruire la sua piramide, Chefren commissionò la costruzione della Sfinge gigante come custode della sua tomba. Il volto di un essere umano, forse una rappresentazione del faraone, sul corpo di un leone venne considerato come un simbolo di divinità tra i greci millecinquecento anni dopo. La Grande Sfinge è scavata nella roccia calcarea ed è alta circa 20 metri. La piramide di Micerino risale al 2490 a.C. circa ed è alta 65 metri, il che la rende la più piccola delle Grandi Piramidi.
La cultura popolare porta le persone a credere che le piramidi siano molto complesse, con molti tunnel all'interno per creare confusione per i ladri di tombe. Questo non è vero. I cunicoli delle piramidi sono abbastanza semplici, per lo più conducono direttamente alla tomba. L'immensa dimensione delle piramidi attirava i ladri per la ricchezza che giaceva all'interno, il che in alcuni casi causava dei furti dalle tombe relativamente poco dopo che erano state sigillate. A volte sono presenti tunnel aggiuntivi, ma vennero usati dai costruttori per capire fino a che punto potevano scavare la tomba nella crosta terrestre. Inoltre, si pensa comunemente che a causa dei ladri di tombe, i futuri re furono sepolti nella Valle dei Re per aiutarli a tenerli nascosti. Anche questo è falso, poiché la costruzione delle piramidi continuò per molte dinastie, solo su scala minore. Infine, venne interrotta a causa di fattori economici, non di furto.

## Templi del Nuovo Regno

### Tempio di Luxor

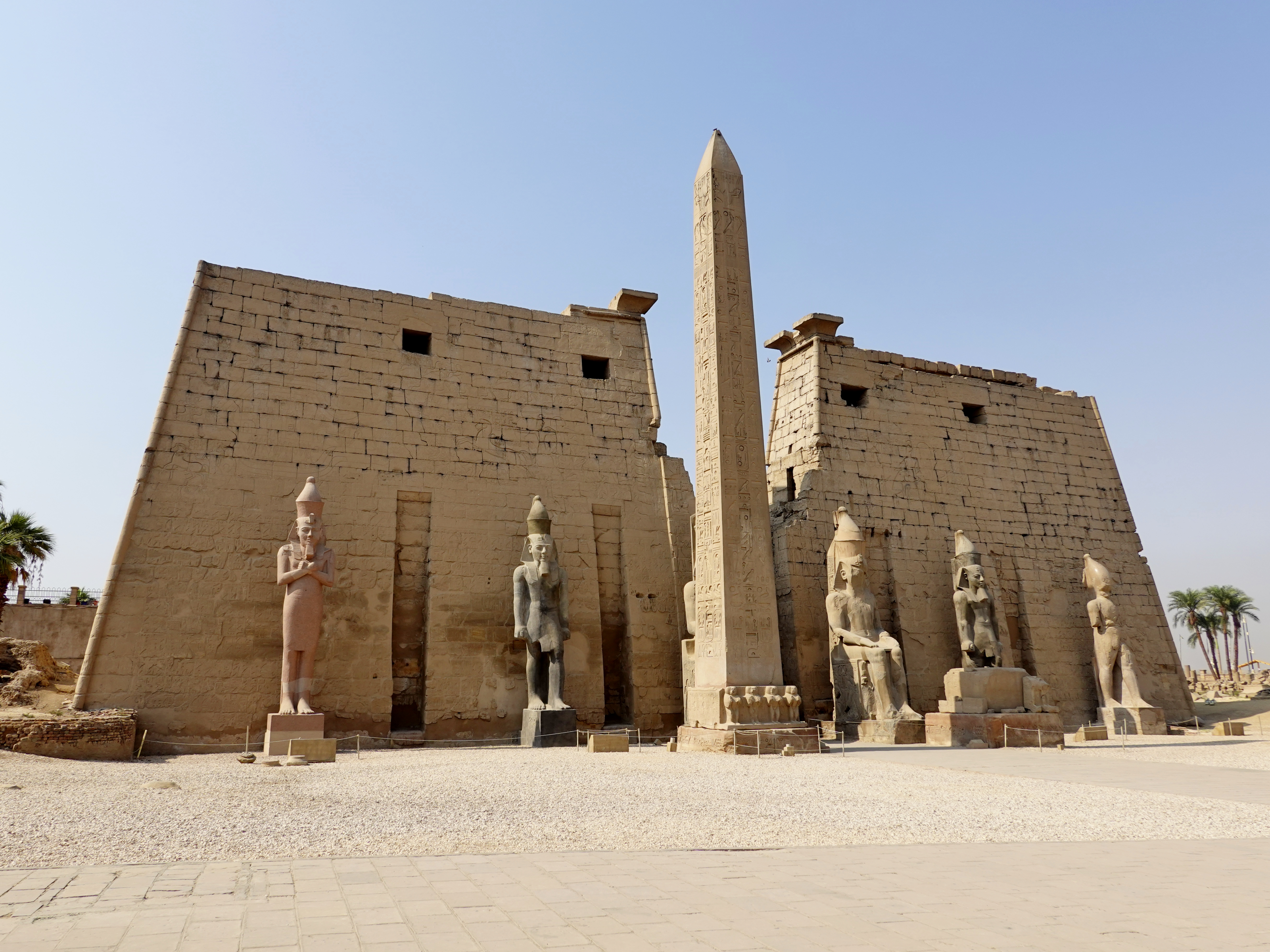
Ingresso al Tempio di Luxor

Il Tempio di Luxor è un enorme complesso di templi egizi antichi situato sulla riva orientale del fiume Nilo nella città oggi conosciuta come Luxor (antica Tebe). I lavori di costruzione del tempio iniziarono durante il regno di Amenofi III nel XIV secolo a.C. Horemheb e Tutankhamon aggiunsero colonne, statue e fregi e Akhenaton aveva precedentemente cancellato i cartigli di suo padre e installato un santuario ad Aton ma l'unico grande sforzo di espansione ebbe luogo sotto Ramesse II circa 100 anni dopo la posa delle prime pietre. Luxor è quindi l'unico tra i principali complessi di templi egiziani ad avere solo due faraoni che hanno lasciato il segno sulla sua struttura architettonica.

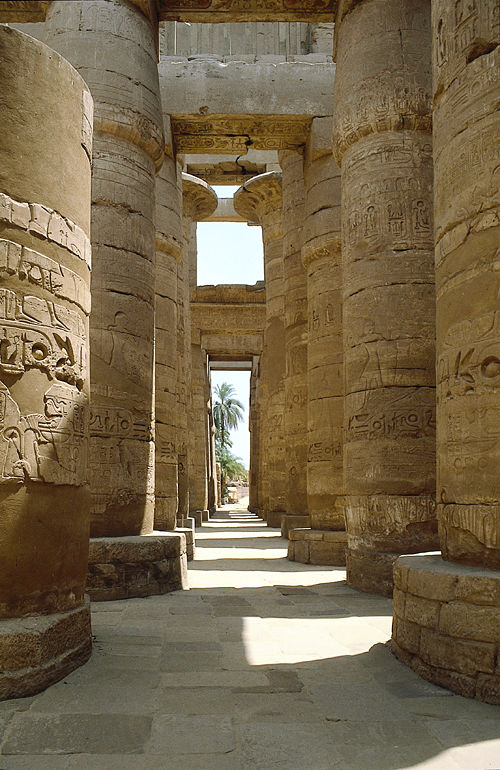
Sala ipostila del tempio di Karnak. Nella foto è il più grande distretto del complesso del tempio, dedicato ad Amon-Ra. Le colonne sono di arenaria.

Il tempio vero e proprio inizia con il Primo pilone, alto 24 metri, costruito da Ramesse II. Il pilone era decorato con scene dei trionfi militari di Ramesse (in particolare la battaglia di Qadesh); anche i faraoni successivi, in particolare quelli delle dinastie nubiane ed etiopi, registrarono le loro vittorie. Questo ingresso principale al complesso del tempio era originariamente fiancheggiato da sei colossali statue di Ramesse, quattro sedute e due in piedi, ma solo due (in entrambe seduto) sono sopravvissute. I visitatori moderni possono anche vedere un alto obelisco granito rosa di 25 metri: questo è parte di una coppia esistente fino al 1835, quando l'altro fu portato a Parigi dove ora si trova al centro di Place de la Concorde.
Attraverso la porta del pilone si accede a un cortile peristilio, anch'esso costruito da Ramesse II. Quest'area, e il pilone, furono costruiti ad angolo obliquo rispetto al resto del tempio, presumibilmente per ospitare i tre preesistenti santuari situati nell'angolo nord-ovest. Dopo il cortile del peristilio segue il colonnato processionale costruito da Amenhotep III , un corridoio lungo 100 metri fiancheggiato da 14 colonne con capitelli papiriformi. I fregi sul muro descrivono le fasi della festa di Opet, dai sacrifici a Karnak in alto a sinistra, attraverso l'arrivo di Amon a Luxor alla fine di quel muro, e concludendo con il suo ritorno sul lato opposto. Le decorazioni vennero fatte realizzare da Tutankhamon: vi è raffigurato il giovane faraone, ma i suoi nomi sono stati sostituiti con quelli di Horemheb.
Oltre il colonnato si trova un cortile peristilio, anch'esso risalente alla costruzione originale di Amenhotep. Le colonne meglio conservate si trovano sul lato orientale, dove si notano alcune tracce del colore originario. Il lato meridionale di questo cortile è costituito da un cortile ipostilo di 36 colonne (cioè uno spazio coperto sostenuto da colonne) che immette nelle buie stanze interne del tempio.

### Tempio di Karnak

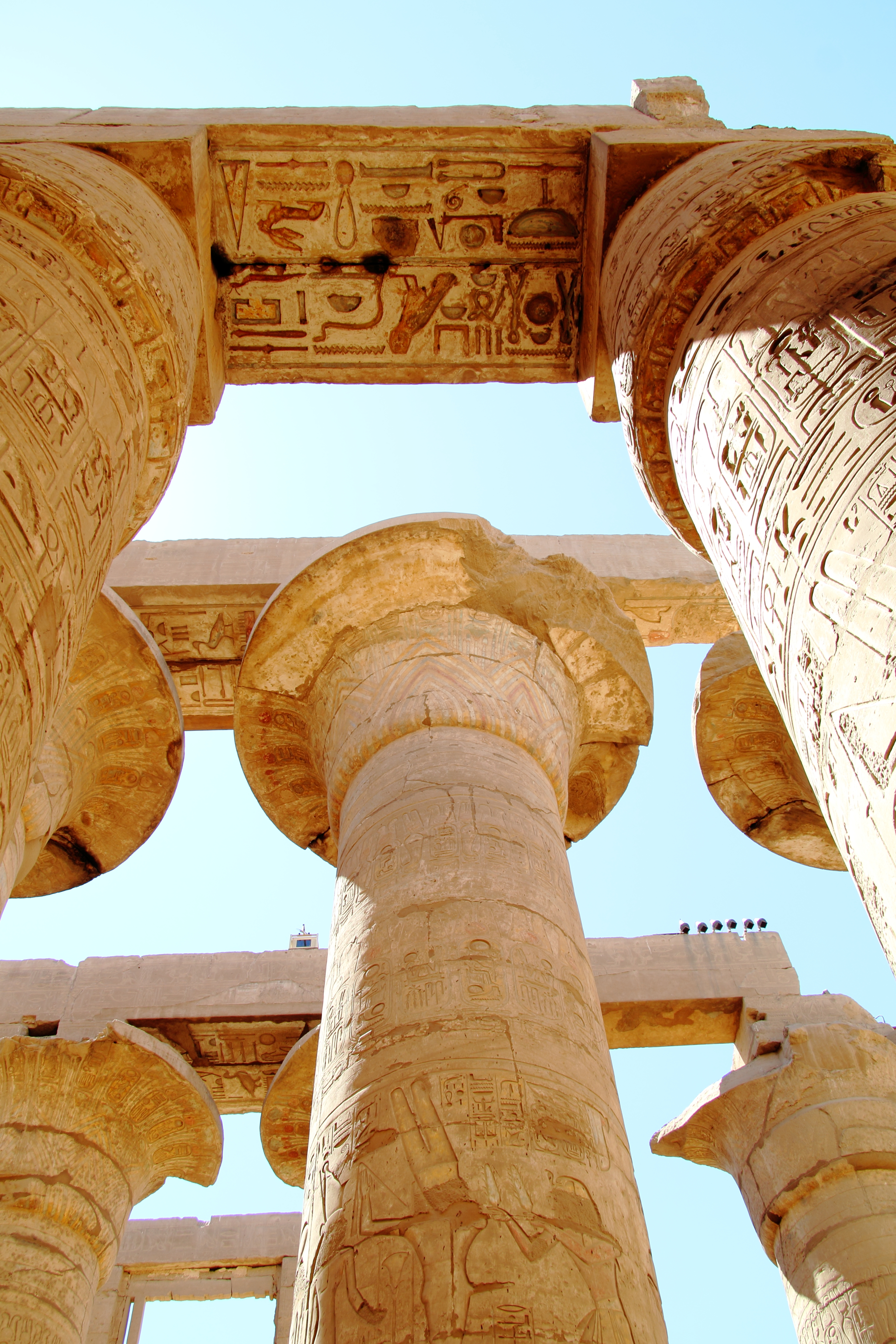
Esempio di iscrizioni presenti in tutto il complesso. Le regioni superiori sono dipinte, suggerendo (in canone con altri templi simili) che le restanti colonne e soffitti sarebbero stati dipinti a colori vivaci. Il tetto del tempio, che rappresenta il cielo, spesso portava immagini di stelle e uccelli, mentre le colonne spesso portavano immagini di palme, loti e persone.

Il complesso del tempio di Karnak si trova sulle rive del fiume Nilo a circa 2,5 chilometri a nord di Luxor. Si compone di quattro parti principali, il Recinto di Amon-Re, il Recinto di Montu, il Recinto di Mut e il Tempio di Amenhotep IV (smantellato), nonché alcuni templi e santuari più piccoli situati al di fuori delle mura di cinta delle quattro principali parti, e diversi viali di sfingi dalla testa di ariete che collegano il distretto di Mut, il distretto di Amon-Re e il tempio di Luxor. Questo complesso di templi è particolarmente significativo, poiché molti sovrani vi apportarono delle aggiunte. Tuttavia, in particolare, ogni sovrano del Nuovo Regno vi si aggiunse. Il sito copre oltre 90 ettari ed è costituito da una serie di piloni che conducono a cortili, sale, cappelle, obelischi e templi più piccoli. La differenza fondamentale tra Karnak e la maggior parte degli altri templi e siti in Egitto è il periodo di tempo in cui è stato sviluppato e utilizzato. I lavori di costruzione iniziarono nel XVI secolo a.C. e in origine era di dimensioni piuttosto modeste, ma alla fine, solo nel distretto principale, sarebbero stati costruiti fino a venti templi e cappelle. Circa 30 faraoni hanno contribuito alla costruzione degli edifici, consentendogli di raggiungere dimensioni, complessità e diversità mai viste altrove. Poche delle caratteristiche individuali di Karnak sono uniche, ma la dimensione e il numero di queste caratteristiche sono travolgenti.

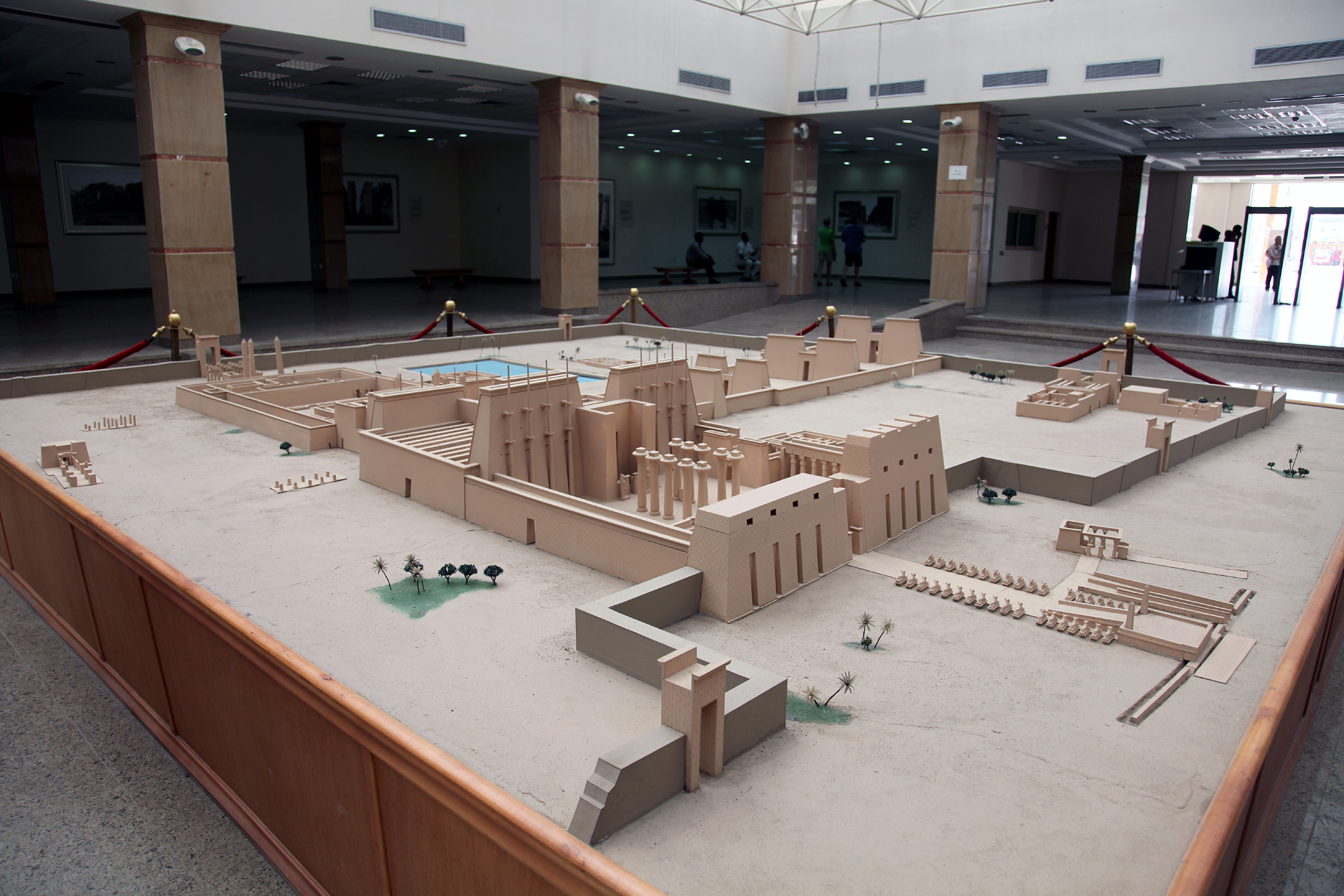
Ricreazione del complesso del tempio, al centro visitatori di Karnak

Uno dei più grandi templi della storia egizia è quello di Amon-Ra a Karnak. Come molti altri templi in Egitto, descrive in dettaglio le imprese del passato (comprese migliaia di anni di storia dettagliata tramite iscrizioni su molte delle pareti e delle colonne trovate in loco, spesso modificate o completamente cancellate e rifatte dai successivi sovrani), e onora gli dei. Il tempio di Amon-Ra fu costruito in tre sezioni, la terza fu costruita dai successivi faraoni del Nuovo Regno. In canone con lo stile tradizionale dell'architettura egizia, molte delle caratteristiche architettoniche, come il sancta sanctorum del complesso, erano allineate con il tramonto del solstizio d'estate.
Una delle caratteristiche architettoniche presenti nel sito è la sala ipostila di 5.000 m2 costruita durante il periodo ramesside. La sala è sostenuta da circa 139 colonne di arenaria e mattoni di fango, con 12 colonne centrali (alte circa 21 metri) che sarebbero state tutte dipinte a colori vivaci.

### Ramesseum

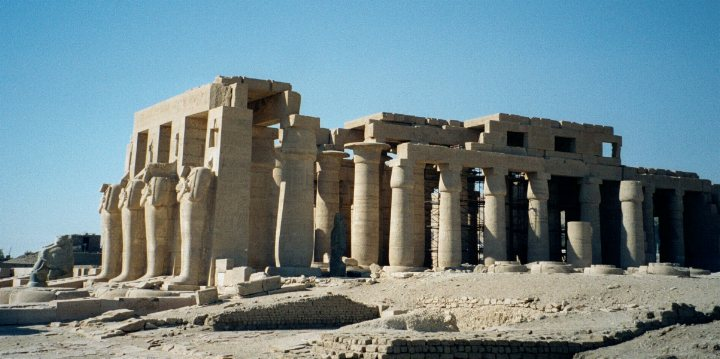
Il tempio funerario di Ramesse aderisce allo stile architettonico standard del tempio del Nuovo Regno. Orientato da nord-ovest a sud-est, l'ingresso del tempio comprende una serie di figure in pietra, una posizionata orizzontalmente rispetto all'altra. Al centro del complesso c'era una sala ipostila coperta di 48 colonne, che circondava il santuario interno.

Ramesse II, un faraone della XIX dinastia, governò l'Egitto dal 1279 al 1213 a.C. circa. Tra le sue numerose realizzazioni, come l'espansione dei confini dell'Egitto, costruì un imponente tempio chiamato Ramesseum, situato vicino a Tebe, allora capitale del Nuovo Regno. Il Ramesseum era un tempio magnifico, completo di statue monumentali a guardia del suo ingresso. La più impressionante era una statua di Ramesse in persona, alta 19 metri. La base e il busto è tutto ciò che rimane di questa imponente statua del faraone in trono; quindi le sue dimensioni e il peso originali (circa 1.000 tonnellate) sono basati su stime. Il tempio presenta rilievi impressionanti, molti dei quali descrivono in dettaglio una serie di vittorie militari di Ramesse, come la battaglia di Kadesh (ca. 1274 a.C.) e il saccheggio della città di "Shalem".

### Tempio di Malkata
Sotto il regno di Amenofi III i lavoratori costruirono oltre 250 edifici e monumenti. Uno dei progetti di costruzione più imponenti fu il complesso del tempio di Malkata, noto tra gli antichi egizi come la "casa della gioia", costruito per servire la sua residenza reale sulla riva occidentale di Tebe, appena a sud della necropoli tebana. Il sito ha una superficie di circa 226.000 m2. Data l'immensa dimensione del sito, insieme ai suoi numerosi edifici, corti, piazze d'armi e abitazioni, si ritiene che sia servito non solo come tempio e dimora del faraone, ma anche come città.
L'area centrale del complesso era costituita dagli appartamenti del Faraone, costituiti da una serie di stanze e cortili, tutti orientati intorno a una sala dei banchetti colonnata. Ad accompagnare gli appartamenti, che presumibilmente ospitavano la corte reale e gli ospiti stranieri, c'era una grande sala del trono collegata a camere più piccole, per lo stoccaggio, l'attesa e il pubblico più ristretto. Gli elementi maggiori di quest'area del complesso sono quelli che sono stati chiamati le West Villas (appena ad ovest del Palazzo del Re), il Palazzo e il Villaggio Nord e il Tempio.

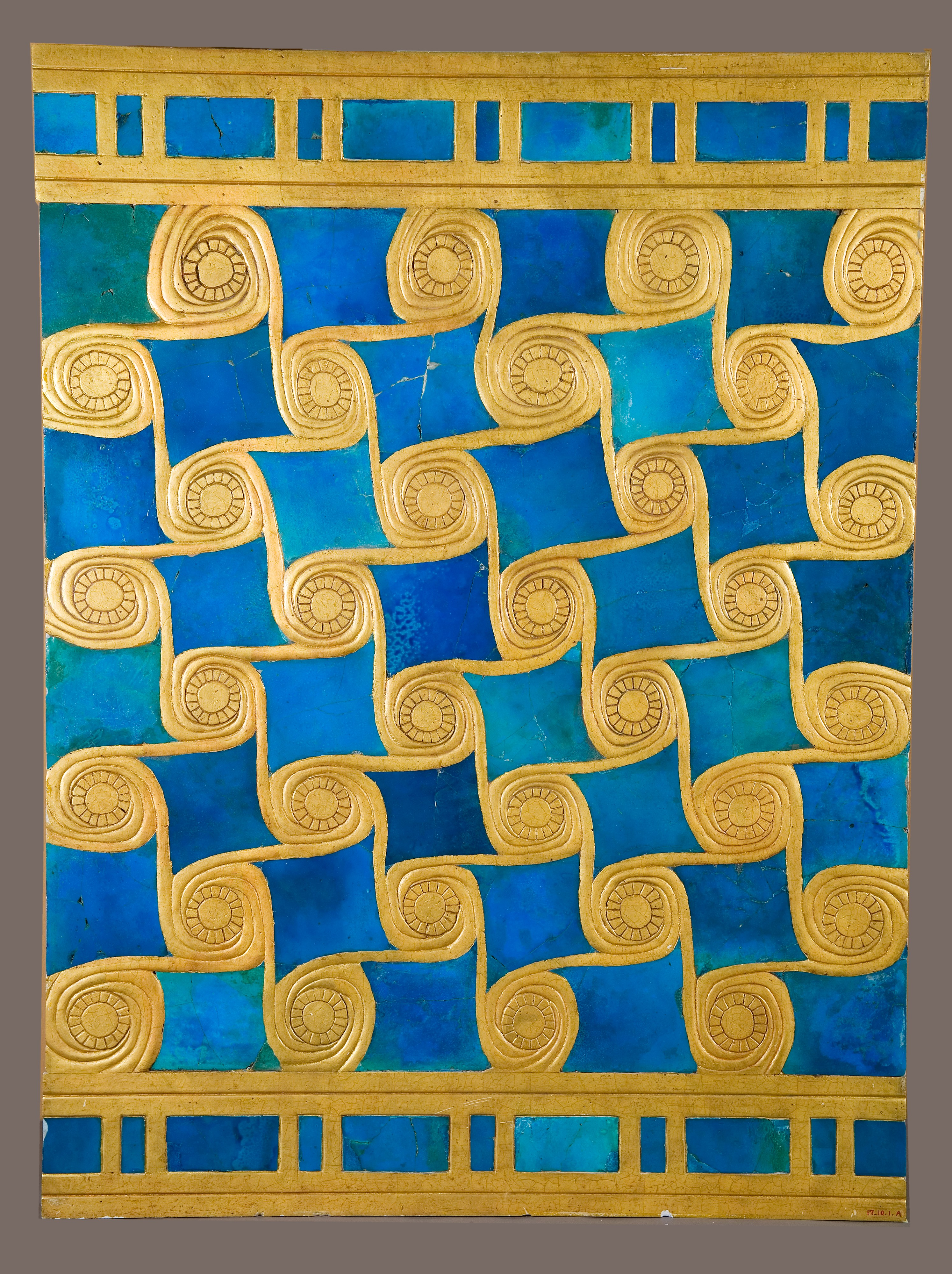
La piastrella in maiolica (ceramica smaltata) (sopra) è una ricostruzione di frammenti di decorazione murale trovati nel Tempio di Malkata in pile all'angolo sud-ovest. Le spirali d'oro qui sono state dipinte con vernice dorata, mentre gli originali sarebbero stati probabilmente ricoperti da lamina d'oro. In particolare, modelli simili si trovano nel Palazzo del Faraone.

Le dimensioni esterne del tempio sono di circa 183,5 per 110,5 metri e si compongono di due parti: il grande piazzale e il tempio vero e proprio. Il grande cortile anteriore misura 131,5 per 105,5 metri, orientato sull'asse est-ovest, e occupa la parte orientale del complesso del tempio. La parte occidentale della corte è su un livello più alto ed è divisa dal resto della corte da un basso muro di contenimento. La corte inferiore è quasi quadrata, mentre la terrazza superiore era di forma rettangolare. La parte superiore della corte era pavimentata con mattoni di fango e presenta un ingresso largo 4 m dalla parte inferiore del piazzale antistante, che collegava la base al livello superiore tramite una rampa racchiusa da mura. Questa rampa e l'ingresso erano entrambi al centro del tempio, con lo stesso orientamento dell'ingresso della corte anteriore e del tempio vero e proprio.
Il tempio vero e proprio è diviso in tre parti distinte: centrale, settentrionale e meridionale. La parte centrale è indicata da una piccola anticamera rettangolare (6,5 x 3,5 metri), molti degli stipiti delle porte compresi quelli dell'anticamera riportano iscrizioni. All'anticamera segue una sala di 12,5 x 14,5 m dalla quale si accede tramite una porta larga 3,5 metri posta al centro della parete frontale. Ci sono prove che il soffitto di questa camera fosse decorato con stelle gialle su sfondo blu, mentre le pareti oggi mostrano solo l'apparenza di uno stucco bianco su intonaco di fango. Nonostante ciò, si potrebbe ipotizzare, visti i numerosi frammenti di intonaco decorativo rinvenuti all'interno del deposito della stanza, che anche questi fossero riccamente decorati con varie immagini e motivi. A sorreggere il soffitto sono sei colonne disposte su due file con asse est-ovest. Sono sopravvissuti solo piccoli frammenti delle basi delle colonne, sebbene suggeriscano che il diametro di queste fosse di circa 2,25 metri. Le colonne sono poste a 2,5 metri di distanza dalle pareti e in ogni fila le colonne distano circa 1,4 metri l'una dall'altra, mentre lo spazio tra le due file è di 3 metri. Ad una seconda sala (12,5 x 10 metri) si accede da una porta di 3 metri posta al centro della parete di fondo della prima. La seconda sala è simile alla prima, e sembra che il suo soffitto sia stato decorato con motivi e immagini simili se non identici a quelli della prima. In secondo luogo, allo stesso modo il soffitto è sostenuto da colonne, quattro per l'esattezza, ordinate su due file sullo stesso asse di quelle della prima sala, con uno spazio tra loro largo 3 metri. Nella sala due, almeno una delle stanze sembra essere stata dedicata al culto di Maat, il che suggerisce che anche le altre tre in quest'area avrebbero potuto servire a tale scopo religioso.
La parte meridionale del tempio può essere divisa in due sezioni: occidentale e meridionale. Quella occidentale è composta da 6 ambienti, mentre quella meridionale, date le sue dimensioni (19,5 x 17,2 metri), fa pensare che potesse servire come un'altra corte aperta. In molte di queste stanze sono state trovate piastrelle di ceramica blu intarsiate d'oro intorno al bordo. La parte settentrionale del tempio vero e proprio è composta da dieci stanze, simili nello stile a quelle del sud.
Il tempio stesso sembra essere stato dedicato alla divinità egizia Amon, dato il numero di mattoni stampati con varie iscrizioni, come "il tempio di Amon nella casa della gioia" o "Nebmaatra nel tempio di Amon nella casa della gioia". Nel complesso il tempio di Malakata condivide molti elementi con altri templi di culto del Nuovo Regno, con magnifiche sale e stanze orientate alla religione con molti altri più simili a magazzini.

## Antiche fortezze egizie
Le fortificazioni all'interno dell'antico Egitto furono costruite in tempi di conflitto tra principati rivali. Di tutte le fortezze analizzate in questo lasso di tempo, la maggior parte (se non tutte) vennero costruite con gli stessi materiali. L'unica eccezione furono alcune fortezze dell'Antico Regno poiché in fortezze come il forte di Buhen venne utilizzata la pietra per la creazione delle sue mura. I muri principali erano costruiti essenzialmente con mattoni di fango ma poi rinforzati con altri materiali come il legno. La pietra era utilizzata non solo per preservarle dall'erosione, ma anche per la pavimentazione. Le mura secondarie erano costruite al di fuori delle mura principali delle fortezze ed erano relativamente vicine l'una all'altra. Di conseguenza, questa si sarebbe rivelata una sfida per gli invasori in quanto costretti a distruggere questa fortificazione prima che potessero raggiungere le mura principali del forte. Un'altra strategia veniva utilizzata se il nemico fosse riuscito a sfondare la prima barriera. Una volta raggiunto il muro principale, c'era un fossato tra il muro secondario e il primo. Lo scopo di questo era quello di mettere il nemico in una posizione che lo avrebbe lasciato esposto alla reazione dei difensori, rendendo gli invasori facile bersaglio del fuoco delle frecce. La posizione di questa cinta muraria all'interno delle fortezze sarebbe stata smilitarizzata durante i periodi di pace portandola alla demolizione. Le parti utilizzate per costruire dette mura potevano quindi essere riutilizzate, rendendo il disegno complessivo estremamente vantaggioso.
Le fortezze nell'antico Egitto svolgevano molteplici funzioni. Durante il periodo del Medio Regno, la XII dinastia egizia stabilì mezzi di controllo in tutta la sponda del fiume Nubiano creando stazioni fortificate. La posizione delle fortezze egizie non era esclusiva solo della riva del fiume. I siti sia all'interno dell'Egitto che della Nubia era collocati su un terreno roccioso o sabbioso. Lo scopo alla base di questo metodo era quello di diffondere la loro influenza in tutta la regione e scoraggiare i gruppi rivali dall'incursione ai siti. Le ispezioni di questi forti in Nubia hanno portato alla scoperta di materiali per la fusione del rame, che suggeriscono una relazione tra i minatori della regione. L'occupazione di questi forti nubiani suggerisce una relazione commerciale tra le due parti. I minatori raccoglievano i materiali e li trasferivano in questi forti in cambio di cibo e acqua. Fino alla XIII dinastia, l'Egitto avrebbe tenuto il controllo della Nubia attraverso l'uso di queste fortezze.

### Fortezza di Pelusio
La fortezza di Pelusio serviva come mezzo di protezione dagli invasori che si dirigevano verso il delta del Nilo. Mentre il sito ha svolto questo ruolo per più di un millennio, Pelusio era anche nota per essere un centro di commercio (sia terrestre che marittimo). Il commercio era principalmente condotto tra l'Egitto e il Levante. Sebbene le informazioni non siano concrete in termini di istituzione delle fortezze, si suggerisce che Pelusio sia stata eretta durante il periodo del Medio Regno o durante i periodi saita e persiano del XVI e XVIII secolo. Pelusio è anche considerata come parte integrante del Nilo poiché altre rovine sono state trovate al di fuori dei suoi confini, indicando che l'area era molto occupata. Architettonicamente, le strutture di Pelusio (come le porte e le torri) sembrano essere costruite in pietra calcarea. Viene anche indicata un'industria metallurgica in questo sito a causa della scoperta del minerale di rame. Gli scavi del sito hanno anche scoperto materiali più antichi che risalgono ad alcune delle prime dinastie. I materiali trovati includono basalto, granito, diorite, marmo e quarzite. Non è chiaro come questi materiali siano stati utilizzati durante l'operazione in quanto potrebbero essere stati collocati nel luogo più di recente. Poiché la fortezza era posta in prossimità del fiume Nilo, il forte era in gran parte circondato sia da dune che da linee costiere.
Molteplici sono le ragioni che hanno determinato il declino della fortezza di Pelusio. Durante la sua esistenza, eventi come la peste bubbonica apparvero per la prima volta nel Mediterraneo e si verificarono molteplici incendi all'interno della fortezza. La conquista da parte dei Persiani oltre ad una diminuzione dei commerci potrebbe essere attribuita anche all'aumento dell'abbandono del sito. Ufficialmente, ragioni naturali sono state le cause della caduta del Pelusio come i movimenti tettonici. L'abbandono ufficiale del sito è stato indicato al tempo delle crociate.

### Fortezza di Giaffa
La fortezza di Giaffa era prominente durante il periodo del Nuovo Regno. Fungeva sia da fortezza che da porto sulla costa mediterranea. Fino ad oggi, Giaffa funge da principale porto egiziano. Originariamente sotto il controllo dei Cananei, il sito cadde sotto il controllo dell'Impero egiziano. A causa della mancanza di prove, non è chiaro cosa abbia causato esattamente la successione dai cananei all'occupazione egizia. Durante la tarda età del bronzo, il sito era in grado di sostenere con successo le campagne dei faraoni della XVIII dinastia. In termini di funzioni, il sito ricoprì più ruoli. Si suggerisce che la funzione principale di Giaffa fosse quella di servire da granaio per l'esercito egizio.
La porta Ramesse, datata alla tarda età del bronzo, funge da collegamento con la fortezza. Sono stati scoperti anche bastioni. Durante lo scavo, nel sito sono stati repertati diversi oggetti come ciotole, vasi importati, supporti per pentole e recipienti per birra e pane, il che sottolinea ulteriormente l'importanza di questi oggetti per l'area. Il ritrovamento di questi oggetti mostra una stretta connessione tra la conservazione del cibo e la creazione di oggetti in ceramica.

## Mastaba

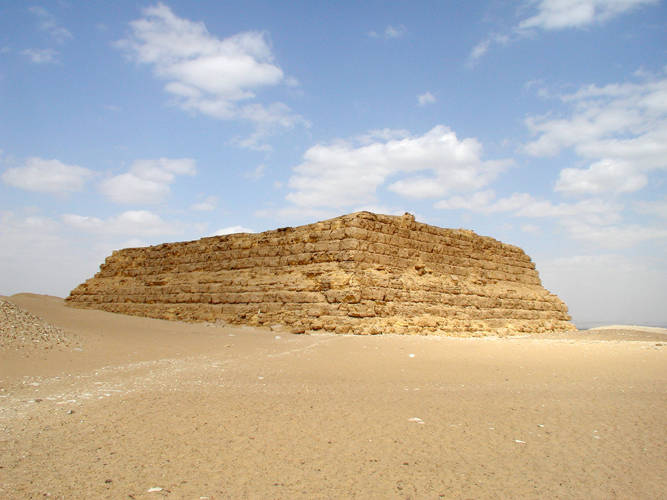
Mastabat al-Fir'aun, dove fu sepolto il re Shepseskaf realizzata in arenaria rossa, granito rosa e calcare di Tura

Le mastaba sono tombe che hanno un significato reale. Come scelto dai sovrani egiziani, molte delle tombe trovate nel tempo si trovavano lungo il fiume Nilo. L'esterno strutturale per quanto riguarda le mastaba è variato nel corso della storia, ma c'è stata un'evoluzione notevole del corso delle dinastie egiziane. Le mastaba della prima dinastia egizia sarebbero state create attraverso l'uso di mattoni a gradini. Il progetto si sarebbe poi evoluto al tempo della IV dinastia, mentre l'esterno strutturale cambiava da mattoni a pietra. Il ragionamento alla base dei disegni a gradini delle mastaba è legato all'idea di "adesione". La penetrazione laterale era una preoccupazione nella costruzione delle tombe. Al fine di prevenire danni alla struttura, venivano posizionati strati di muratura attorno alla base della struttura. La mastaba del vecchio impero, assunse una struttura a piramide. Questo disegno era in gran parte riservato ai sovrani, come il re, e la sua famiglia come mezzo per la sepoltura. Altre caratteristiche progettuali relative alle mastaba dell'antico impero includono i contorni rettangolari, le pareti inclinate, realizzate con materiali lapidei e mattoni, e l'asse di un edificio che corre sia a nord che a sud. Molteplici elementi compongono l'interno delle mastaba come una camera delle offerte, statue per i morti e una volta sotto la quale erano custoditi i sarcofagi. Alla fine del vecchio impero, l'uso di queste tombe fu abbandonato.

## Giardini
Nell'antico Egitto erano presenti tre tipi di giardini: giardini del tempio, giardini privati e orti. Alcuni templi, come quelli di Deir el-Bahri, erano dotati di boschetti e alberi, in particolare del sacro albero di Ished (Persea). I giardini di piacere privati sono noti da un modello di tomba dell'XI dinastia di Meketra e dalla decorazione della tomba del Nuovo Regno. Erano tipicamente circondati da un alto muro, piantumati con alberi e fiori, e provvisti di zone d'ombra. Le piante venivano coltivate per frutti e profumo. I fiori includevano fiordalisi, papaveri e margherite, mentre il melograno, introdotto nel Nuovo Regno, divenne un arbusto popolare. I giardini dei personaggi più ricchi erano disposti intorno a una vasca ornamentale per pesci, uccelli acquatici e ninfee. Gli orti, di proprietà privata o appartenenti a templi, erano disposti in quadrati divisi da canali d'acqua e situati vicino al Nilo. Erano irrigati a mano, o (dalla fine della XVIII dinastia) per mezzo dello shaduf.

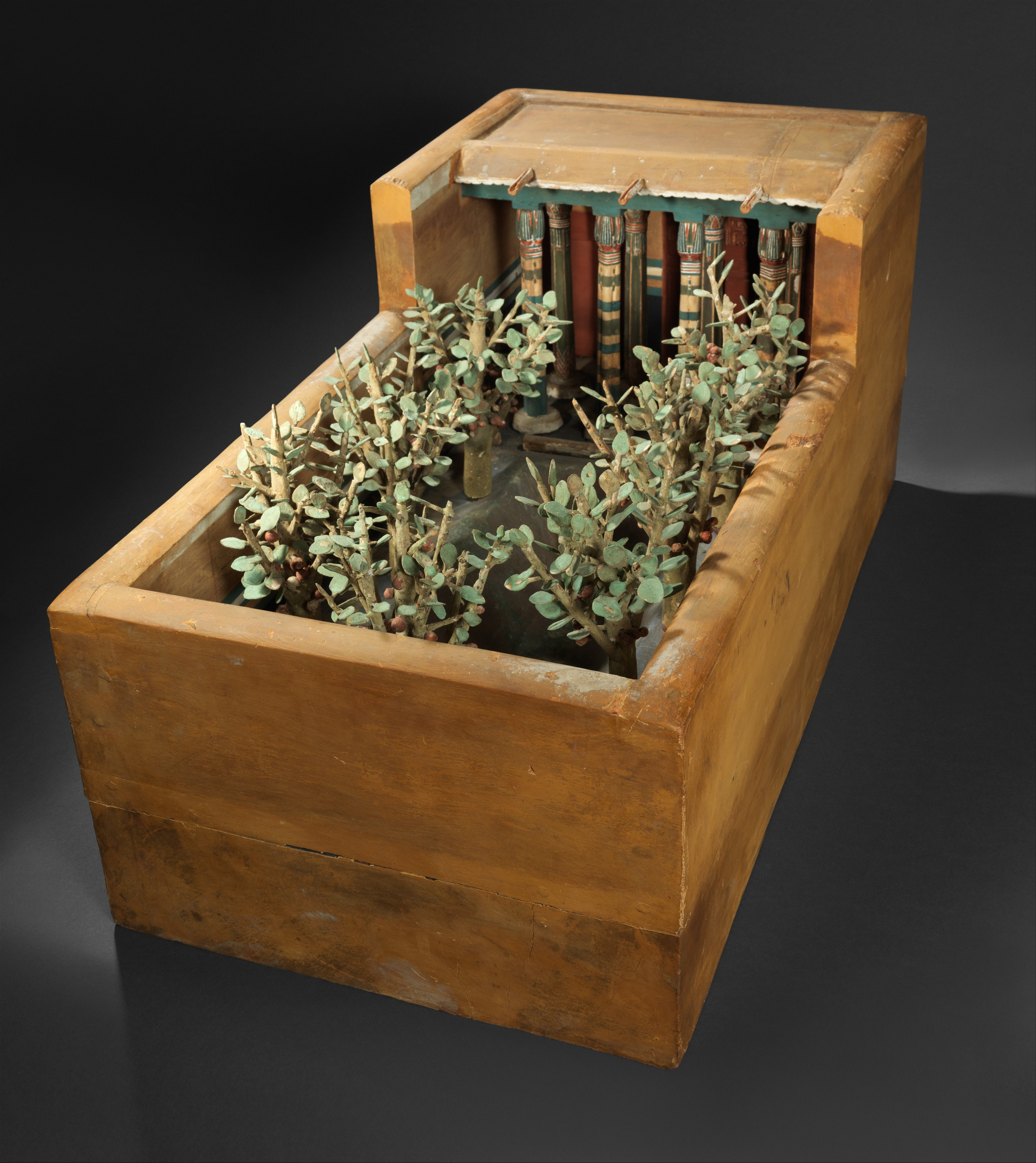
Modello di casa e giardino di Meketra da una tomba di Tebe, che consiste in un ombroso boschetto di alberi che circonda un giardino centrale; circa 1981–1975 a.C.; dipinto su legno e rame; Metropolitan Museum of Art (New York)
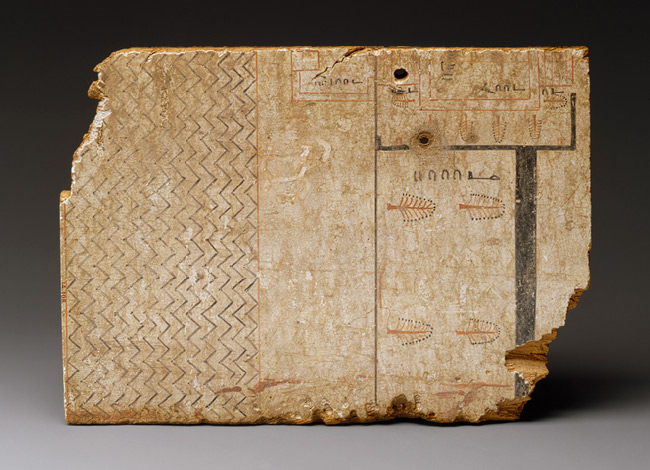
Disegno architettonico di un giardino, su una lavagna; circa 1550–1295 a.C.; legno intonacato e dipinto; Metropolitan Museum of Art
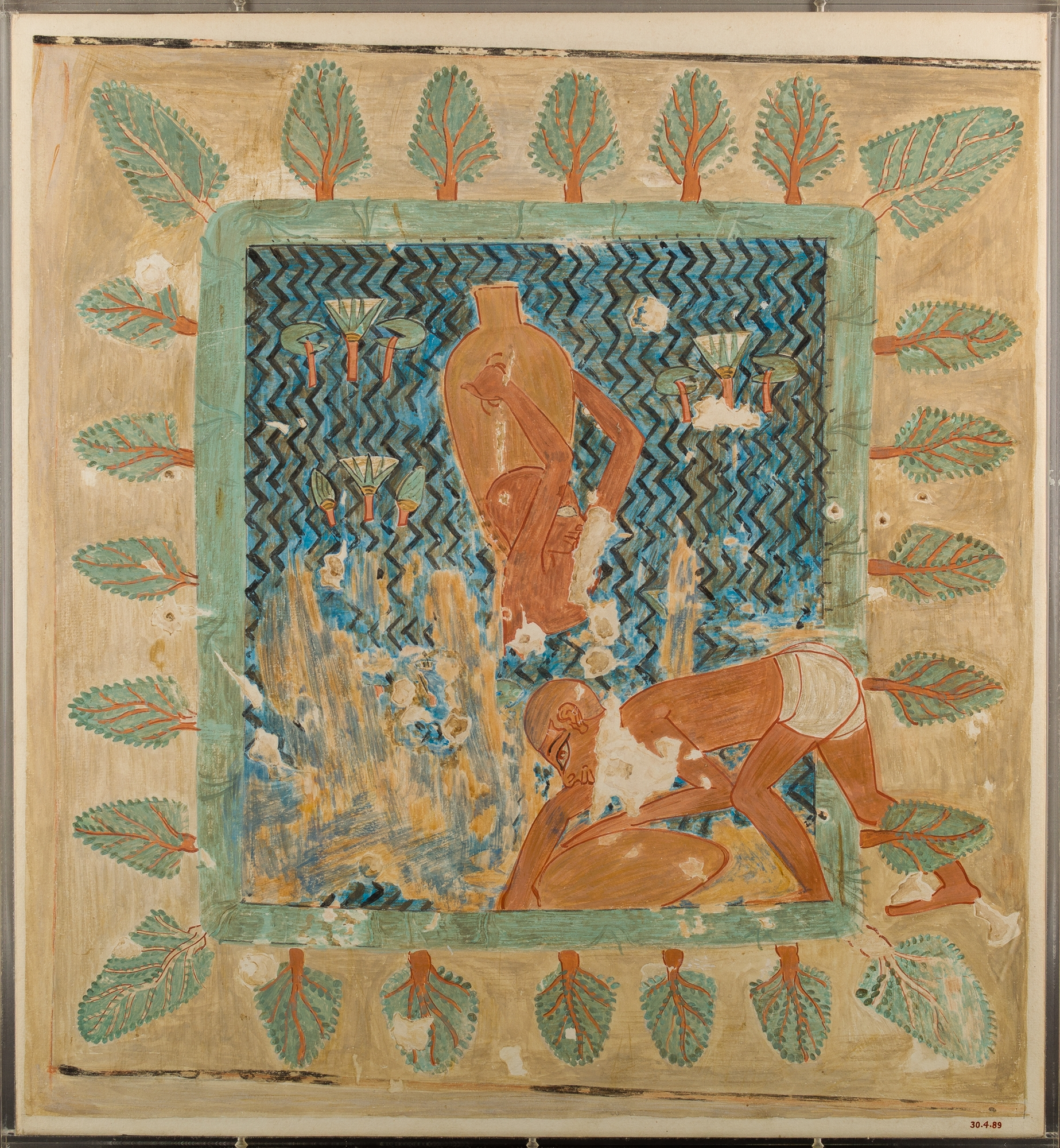
Costruttore di mattoni raccoglie acqua da una piscina; circa 1479–1425 a.C.; tempera su carta; da una tomba di Rekhmire; Metropolitan Museum of Art
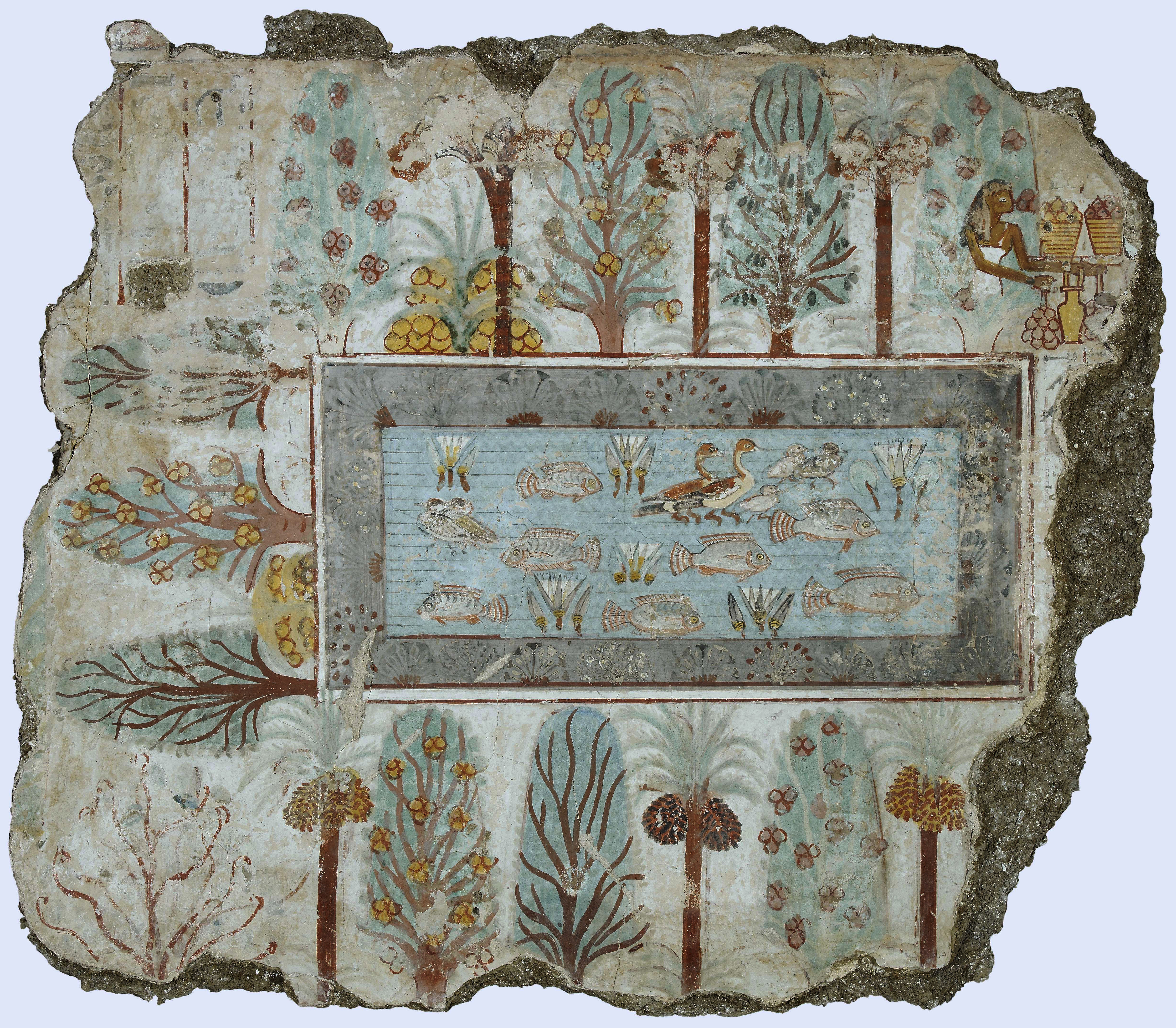
Affresco che raffigura la piscina nel giardino della tenuta di Nebamun; intorno al 1350 a.C.; dipinto su gesso; British Museum (Londra)

## I protagonisti

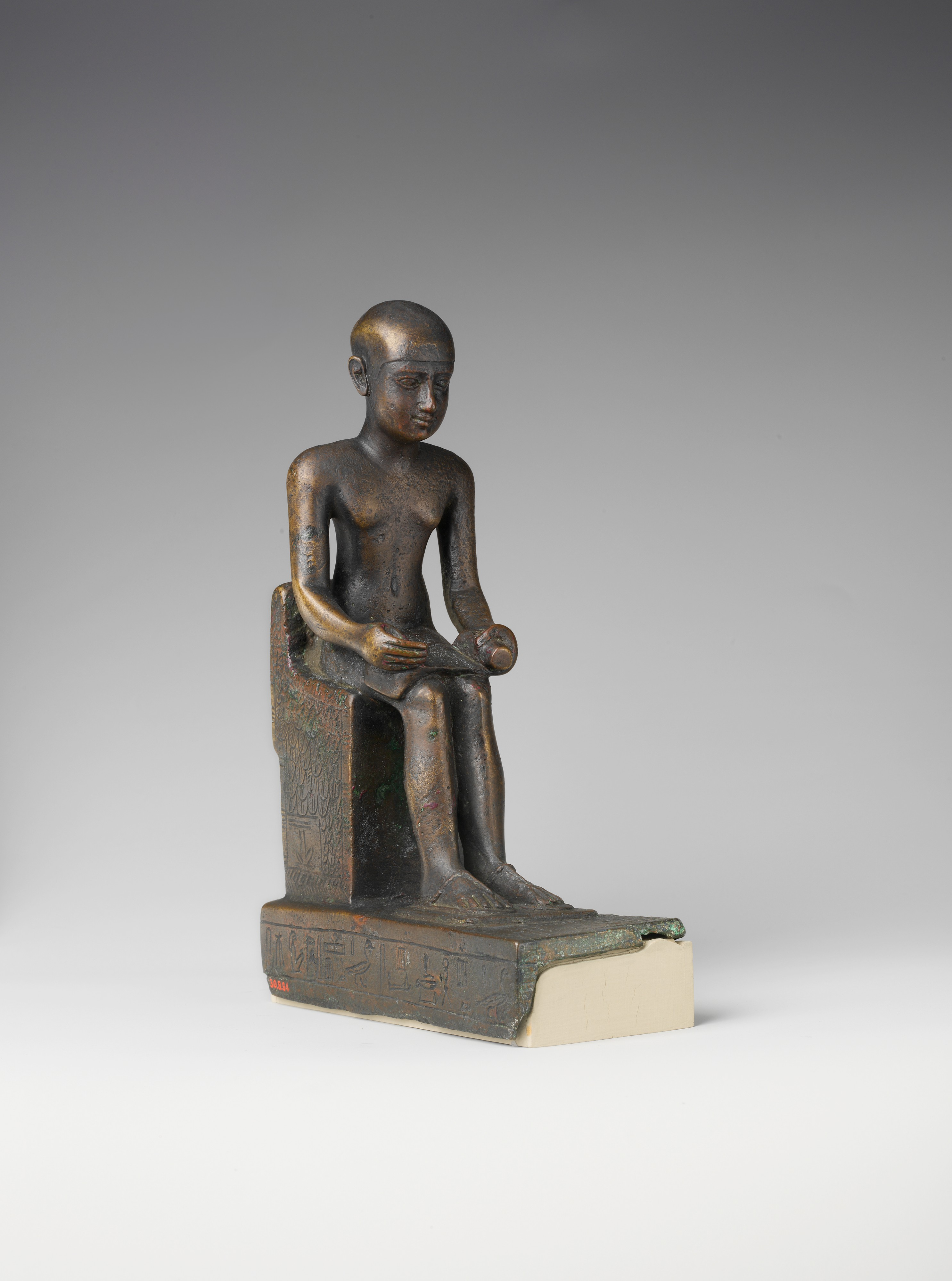
Statuetta di Imhotep (c.650 a.C..

Nell'antico Egitto si distinse, in particolare, la figura di Imhotep, vissuto durante la III dinastia egizia, ideatore della  piramide a gradoni di Saqqara, meglio nota come piramide di Zoser.